# Billerbecker Anzeiger
Der Billerbecker Anzeiger ist eine deutsche Tageszeitung, die im Coesfelder Verlag J. Fleißig in Billerbeck und in Darup, einem Ortsteil der Gemeinde Nottuln, im Kreis Coesfeld in Nordrhein-Westfalen  erscheint.

## Geschichte
Der Buchbinder Max Friedrich Knüppel gründete 1874 den Billerbecker Anzeiger. Die erste Ausgabe erschien am 1. Januar 1874 mit vier Seiten. Bis zum Ersten Weltkrieg beschränkte sich die Zeitung auf eine Ausgabe wöchentlich am Sonntag; zwei Ausgaben wöchentlich gab es seit den 1920er Jahren. Nach Ende der Inflationsjahre wurde die Zeitung mit Ausgaben von Montag bis Samstag herausgegeben. In der Zeit des Nationalsozialismus wurde die Zeitung gleichgeschaltet. 1942 stellte der Anzeiger das Erscheinen ein und wurde durch das Parteiorgan der NSDAP Westfälische Tageszeitung ersetzt. 1949 wurde der Billerbecker Anzeiger wiederbegründet; die örtliche Berichterstattung übernahm zunächst der Eigentümer. 1972 wurde die Zeitung an den Verlag J. Fleißig Allgemeinen Zeitung verkauft. Auch die Lokalseiten wurden seither in Coesfeld verfasst. Seit 1996 hat die Zeitung wieder eine Redaktion in Billerbeck.
Die Mantelseiten werden von den Westfälischen Nachrichten in Münster geliefert. Dort wird die Zeitung wie die „Allgemeine Zeitung“ und deren weitere Tochterausgabe, die „Gescherer Zeitung“ im Druckhaus Aschendorff an der Hansalinie gedruckt.

## Archiv
Frau Rotraud Ilisch führt das umfangreiche Zeitungsarchiv ihres Urgroßvaters (Max Friedrich Anton Knüppel, * 1846, † 1910), ihres Großvaters (Maria Max Friedrich Knüppel, * 1881, † 1947) und ihrer Eltern (Irene Josephine Knüppel und Gerhard Ilisch) in der ehemaligen Druckerei an der Bahnhofstraße 12 in Billerbeck fort. Ergänzt wird das Privatarchiv durch den Nachlass einiger Fotografen der Zeitung.

Im Archiv stehen folgende Jahrgänge -nach persönlicher Terminabsprache- zur Einsicht bereit:
- Billerbecker Anzeiger: 1874–1884, 1886–1941, 1949-heute
- Neue westfälische Zeitung: 1945
- Westfälische Nachrichten: 1946–1948